# Геррейро Рібейро дос Сантос Венді
Венді Геррейро Рібейро дос Сантос або просто Вава (порт.-браз. Wandy Guerreiro Ribeiro Dos Santos / Vavá; нар. 30 березня 1998, Сан-Паулу, Бразилія) — бразильський футболіст, нападник ЮКСА.

## Життєпис
Народився в Сан-Паулу. Футбольну кар'єру розпочав на батьківщині, виступав за молодіжну команду «Віла-Нова» (Нова-Ліма). На дорослому рівні грав за скромний клуб «Араша».
На початку липня 2019 року перебрався до Іспанії, де став гравцем «Оренсе». 17 вересня 2020 року підписав контракт з «Навалькарнеро». У футболці нового клубу дебютував 29 листопада 2020 року в нічийному (3:3) домашньому поєдинку 6-го туру групи А Прімера Федерасьйон проти «Атлетіко Балеарес». Вава вийшов на поле на 88-й хвилині замість Рамона Бласкеса. Єдиним голом за «Навалькарнеро» відзначився 6 січня 2021 року на 90-й хвилині переможного (1:0) домашнього поєдинку 2-го раунду кубку Іспанії проти «Лас-Пальмаса». Венді вийшов на поле на 89-й хвилині замість Ману Мантеагудо. У сезоні 2020/21 років провів 14 матчів у чемпіонаті Іспанії та 1 поєдинок у кубку країни.
На початку липня 2021 року підсилив «Таранкон». У футболці нового клубу дебютував 4 вересня 2021 року в переможному (2:0) домашньому поєдинку 1-го туру 18-ї групи Терсери Федерасьйон проти «Асукеки». Вава вийшов на поле в стартовому складі, на 46-й хвилині відзначився своїм першим голом за «Таранкон», а на 81-й хвилині його замінив Мамаду Діавара. У сезоні 2021/22 років став найкращим бомбардиром команди, відзначився 15-ма голами в 30-ти матчах чемпіонату. На початку січня 2023 року повернувся на батьківщину, де став гравцем «Веранополіса». У футболці нового клубу дебютував 16 квітня 2023 року в переможному (2:0) виїзному поєдинку 1-го туру групи А Серії А2 Ліги Гаушу проти «Тупі». Геррейро вийшов на поле в стартовому складі, а на 59-й хвилині його замінив Луїш Феліпе. Єдиним голом за «Веранополіс» відзначився 14 травня 2023 року на 8-й хвилині програного (3:4) домашнього поєдинку 5-го туру першого раунду групи А Серії А2 Ліги Гаушу проти «Уніау Фредерікенсе». Вава вийшов на поле в стартовому складі та відіграв увесь матч, а на 83-й хвилині отримав жовту картку. У першій половині сезону 2023 року зіграв 12 матчів та відзначився 1-м голом у Серії А2 Ліги Гаушу.
19 серпня 2023 року вільним агентом перейшов до ЮКСА. У футболці тарасівського клубу дебютував 19 серпня 2023 року в переможному (3:1) виїзному поєдинку 3-го туру Другої ліги України проти борщагівської «Чайки». Венді вийшов на поле в стартовому складі, на 69-й хвилині отримав жовту картку, а на 76-й хвилині його замінив Ілля Цуркан. Першим голом за ЮКСА відзначився 27 серпня 2023 року на 40-й хвилині переможного (2:0) виїзного поєдинку 4-го туру Другої ліги України проти львівських «Карпат-2». Вава вийшов на поле в стартовому складі, а на 46-й хвилині його замінив Олександр Шевчук.